# Saint-Agnan, Saône-et-Loire
Saint-Agnan är en kommun i departementet Saône-et-Loire i regionen Bourgogne-Franche-Comté i östra Frankrike. Kommunen ligger i kantonen Digoin som tillhör arrondissementet Charolles. År 2022 hade Saint-Agnan 690 invånare.

## Befolkningsutveckling
Antalet invånare i kommunen Saint-Agnan
| Referens: INSEE |